# Nivellea
Nivellea là một chi thực vật có hoa trong họ Cúc (Asteraceae).

## Loài
Chi Nivellea gồm các loài: